# 李从文
李从文（1960年3月—），汉族，安徽巢湖人，中国共产党党员，中华人民共和国地方政治人物。

## 生平
1985年毕业于长春地质学院（现吉林大学）地质系地质矿产调查专业。历任安徽地矿局政策法规处主任科员，安徽省迪安房地产公司经理，安徽省地矿建设有限责任公司副总经理（副处级），安徽地建（集团）公司迪安房地产开发公司经理，安徽省地矿局行政事务管理处副主任，安徽省地矿局勘查工程管理处处长，安徽省地矿局经营管理处处长等职。
2007年任安徽省地质矿产勘查局党委委员、副局长。2010年在合肥工业大学获管理学硕士学位。2011年任华东冶金地质勘查局党委副书记、局长。2014年任安徽省地质矿产勘查局党委书记、局长。2018年7月，因涉嫌严重违纪违法，接受安徽省纪委监委纪律审查和监察调查。
2018年11月，因严重违纪违法，涉嫌贪污公款数额特别巨大，非法收受或索取他人财物数额巨大，安徽省纪委监委决定给予李从文开除党籍和公职处分，并收缴违纪所得。经查，李从文在安徽省地矿局任职期间共贪污款项近1200万元，受贿230余万元。2019年7月，因犯贪污罪、受贿罪被判处有期徒刑13年，并处罚金130万元。